# Hrabstwo Silver Bow
Hrabstwo Silver Bow (ang. Silver Bow County) – hrabstwo w stanie Montana w Stanach Zjednoczonych. Obszar całkowity hrabstwa obejmuje powierzchnię 718,97 mil² (1862,12 km²). Jest to najmniejsze hrabstwo Montany pod względem powierzchni. Według danych z 2022 roku liczy 36,1 tys. mieszkańców. Jego siedzibą jest Butte.
Hrabstwo powstało w 1881 roku.

## Sąsiednie hrabstwa
- Hrabstwo Deer Lodge (północny zachód)
- Hrabstwo Jefferson (wschód)
- Hrabstwo Madison (południe)
- Hrabstwo Beaverhead (południowy zachód)

## Miasta
- Butte
- Walkerville

## Demografia
Według danych za lata 2017–2021, 1,4% mieszkańców było urodzonymi poza granicami Stanów Zjednoczonych, a struktura rasowa hrabstwa wyglądała następująco: biali nielatynoscy – 90,1%, Latynosi – 4,5%, rasy mieszanej – 2,6%, rdzenni Amerykanie – 2,3%, Azjaci – 0,9% i czarni lub Afroamerykanie – 0,7%.
Do największych grup należą osoby pochodzenia irlandzkiego (24,4%), niemieckiego (20,4%), angielskiego (9,9%), włoskiego (7,5%), norweskiego (4,2%), francuskiego (3,7%) i meksykańskiego (2,8%).

## Religia

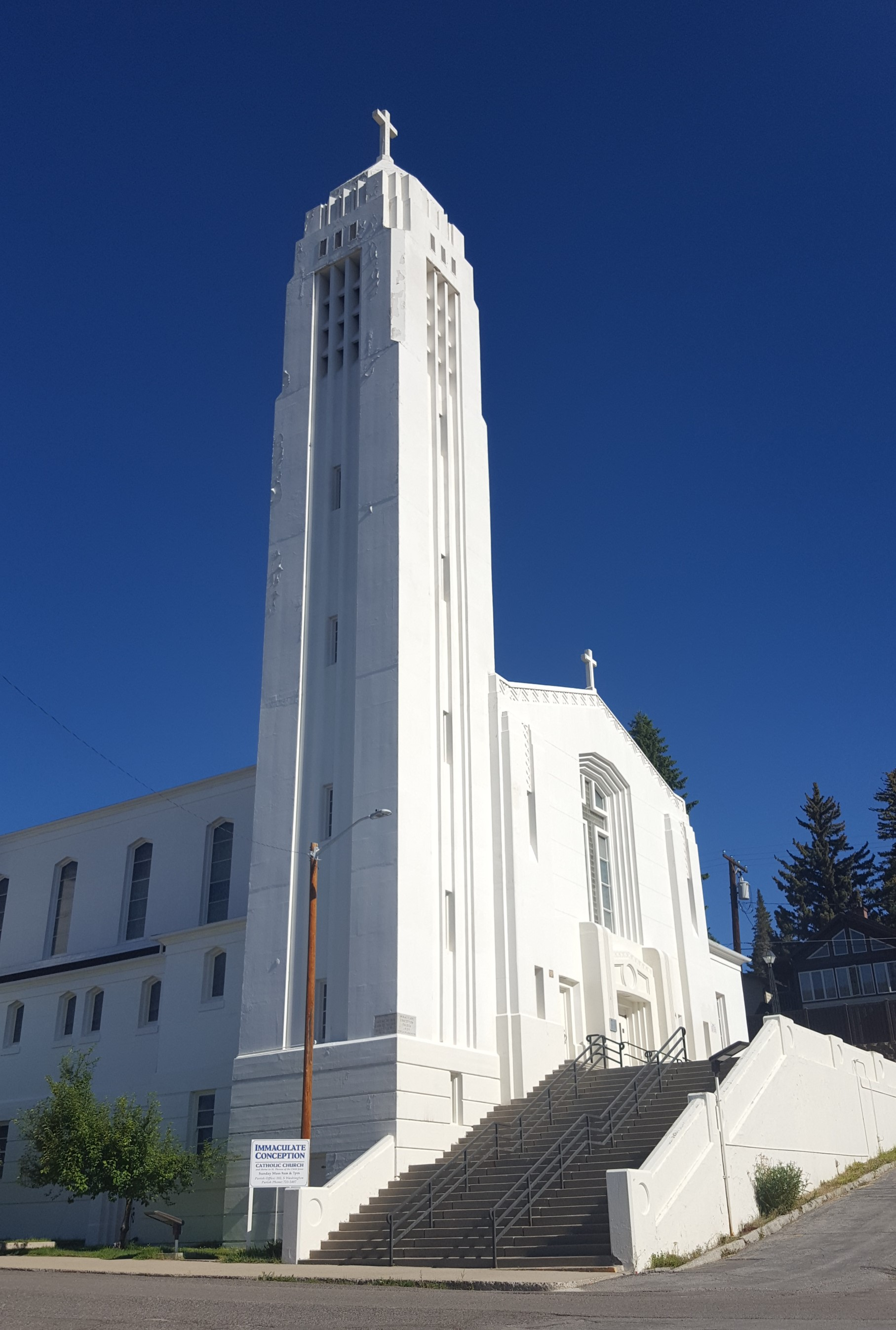
Kościół katolicki w Butte

Do największych grup religijnych w 2020 roku należały: 
- Kościół katolicki – 11,2 tys. członków w 11 parafiach,
- Kościół Jezusa Chrystusa Świętych w Dniach Ostatnich (mormoni) – 840 wyznawców w 2 zgromadzeniach,
- Kościoły zielonoświątkowe – 746 członków w 3 zborach,
- Kościoły luterańskie – 724 członków w 3 kościołach,
- Kościoły baptystyczne – 595 członków w 4 zborach.